# چاه مالداری
چاه مالداری، روستایی از توابع بخش نوک‌آباد شهرستان خاش در استان سیستان و بلوچستان ایران است.

## جمعیت
این روستا در دهستان گوهرکوه قرار دارد و براساس سرشماری مرکز آمار ایران در سال ۱۳۸۵، جمعیت آن زیر سه خانوار بوده‌است.